# Kittanning, Pennsylvania
Kittanning, Pennsylvania (енгл. Kittanning) град је у америчкој савезној држави Пенсилванија.

## Демографија
По попису из 2010. године број становника је 4.044, што је 743 (-15,5%) становника мање него 2000. године.
| Група             | 2000.         | 2010.         |
| Белци             | 4.634 (96,8%) | 3.896 (96,3%) |
| Афроамериканци    | 75 (1,6%)     | 37 (0,9%)     |
| Азијати           | 12 (0,3%)     | 17 (0,4%)     |
| Хиспаноамериканци | 32 (0,7%)     | 37 (0,9%)     |
| Укупно            | 4.787         | 4.044         |